# Чемпионат мира по шорт-треку 2018
Чемпионат мира по шорт-треку 2018 года прошёл с 16 по 18 марта в Монреале, Канада. Соревнования были проведены среди мужчин и среди женщин в многоборье и эстафетах.
Чемпион в многоборье определялся по результатам четырёх дистанций — на 500, 1000, 1500 и 3000 метров. На дистанциях сначала проводились предварительные забеги, затем лучшие шорт-трекисты участвовали в финальных забегах. Очки начислялись за каждое место в финале (34 очков за 1 место, 21 за 2-е, 13 за 3-е, 8 за 4-е, 5 за 5-е, 3 за 6-е, 2 за 7-е, 1 за 8-е). С 2009 года лидер после первых 1000 м на дистанции 3000 м получает дополнительно 5 очков. Чемпионом мира становится спортсмен, набравший наибольшую сумму очков по итогам четырёх дистанций. В случае равенства набранных очков преимущество отдаётся спортсмену, занявшему более высокое место на дистанции 3000 м.
Также проводятся эстафеты у женщин на 3000 м и у мужчин на 5000 м. В эстафете принимает участие команда из четырёх спортсменов.

## Медальный зачёт
| Место         | Страна           | Золото | Серебро | Бронза | Всего |
| ------------- | ---------------- | ------ | ------- | ------ | ----- |
| 1             | Республика Корея | 7      | 4       | 2      | 13    |
| 2             | Канада           | 3      | 1       | 2      | 7     |
| 3             | Китай            | 0      | 1       | 2      | 3     |
| 4             | Россия           | 0      | 1       | 3      | 4     |
| 5             | Нидерланды       | 0      | 1       | 1      | 2     |
| 6             | Польша           | 0      | 1       | 0      | 1     |
| 7             | Венгрия          | 0      | 1       | 0      | 1     |
| 8             | Япония           | 0      | 0       | 1      | 1     |
| Всего медалей | Всего медалей    | 10     | 10      | 10     | 30    |

## Медалисты

### Мужчины
| Соревнование    | Золото                                                                           | Золото   | Серебро                                                              | Серебро  | Бронза                                                                       | Бронза   |
| --------------- | -------------------------------------------------------------------------------- | -------- | -------------------------------------------------------------------- | -------- | ---------------------------------------------------------------------------- | -------- |
| 500 м           | Хван Дэ Хон · Республика Корея                                                   | 40,742   | Жэнь Цзывэй · Китай                                                  | 40,805   | Семён Елистратов · Россия                                                    | 40,827   |
| 1000 м          | Шарль Амлен · Канада                                                             | 1:22,249 | Лим Хё Джун · Республика Корея                                       | 1:22,283 | Шинки Кнегт · Нидерланды                                                     | 1:22,413 |
| 1500 м          | Шарль Амлен · Канада                                                             | 2:12,982 | Лим Хё Джун · Республика Корея                                       | 2:13,157 | Семён Елистратов · Россия                                                    | 2:13,312 |
| 3000 м          | Шандор Шаолинь Лю · Венгрия                                                      | 4:56,515 | Сюй Хунчжи · Китай                                                   | 4:56,548 | Семён Елистратов · Россия                                                    | 5:04,633 |
| Многоборье      | Шарль Амлен · Канада                                                             | 81       | Шандор Шаолинь Лю · Венгрия                                          | 45       | Хван Дэ Хон · Республика Корея                                               | 44       |
| Эстафета 5000 м | Республика Корея · Хван Дэ Хон · Квак Юн Ги · Лим Хё Джун · Со И Ра · Ким До Гём | 6:44.267 | Канада · Шарль Амлен · Шарль Курнуайе · Самюэль Жирар · Паскаль Дион | 6:44.434 | Япония · Кейта Ватанабэ · Рёсукэ Сакадзумэ · Кадзуки Ёсинага · Хироки Ёкояма | 6:44.587 |

### Женщины
| Соревнование    | Золото                                                                            | Золото   | Серебро                                                                            | Серебро  | Бронза                                                                                        | Бронза   |
| --------------- | --------------------------------------------------------------------------------- | -------- | ---------------------------------------------------------------------------------- | -------- | --------------------------------------------------------------------------------------------- | -------- |
| 500 м           | Чхве Мин Джон · Республика Корея                                                  | 42.845   | Наталия Малишевская · Польша                                                       | 43.441   | Цюй Чуньюй · Китай                                                                            | 43.527   |
| 1000 м          | Сим Сок Хи · Республика Корея                                                     | 1:29.316 | Софья Просвирнова · Россия                                                         | 1:29.352 | Ли Цзиньюй · Китай                                                                            | 1:29.580 |
| 1500 м          | Чхве Мин Джон · Республика Корея                                                  | 2:23.351 | Сим Сок Хи · Республика Корея                                                      | 2:23.468 | Ким Бутен · Канада                                                                            | 2:23.592 |
| 3000 м          | Чхве Мин Джон · Республика Корея                                                  | 4:58.939 | Ли Цзиньюй · Китай                                                                 | 4:58.950 | Ким А Ран · Республика Корея                                                                  | 4:58.986 |
| Многоборье      | Чхве Мин Джон · Республика Корея                                                  | 110      | Сим Сок Хи · Республика Корея                                                      | 63       | Ли Цзиньюй · Китай                                                                            | 39       |
| Эстафета 5000 м | Республика Корея · Чхве Мин Джон · Ким А Лан · Сим Сок Хи · Ли Ю Бин · Ким Е Чжин | 4:07.384 | Нидерланды · Сюзанне Схюлтинг · Яра ван Керкхоф · Лара Ван Рёйвен · Рианне де Врис | 4:07.591 | Канада · Ким Бутен · Валери Мальте · Джейми Макдональд · Касандра Брадетт · Марианна Сен-Желе | 4:09.054 |

## Результаты

### Мужчины

##### Финалисты на дистанциях
500 метров
| Место | Участник                       | Время  | Очки |
| ----- | ------------------------------ | ------ | ---- |
| 1.    | Хван Дэ Хон · Республика Корея | 40.742 | 34   |
| 2.    | Жэнь Цзывэй · Китай            | 40.805 | 21   |
| 3.    | Семён Елистратов · Россия      | 40.827 | 13   |
| 4.    | Сюй Хунчжи · Китай             | 40.837 | 8    |
| 5.    | Шарль Амлен · Канада           | 40.873 | 5    |
| 6.    | Кадзуки Ёсинага · Япония       | 40.957 | 3    |
| 7.    | Денис Никиша · Казахстан       | 40.984 | 2    |
| 8.    | Рёсукэ Сакадзумэ · Япония      | 45.043 | 1    |

1000 метров
| Место | Участник | Время | Очки |
| ----- | -------- | ----- | ---- |
| 1.    |          |       |      |
| 2.    |          |       |      |
| 3.    |          |       |      |
| 4.    |          |       |      |

1500 метров
| Место | Участник                       | Время    | Очки |
| ----- | ------------------------------ | -------- | ---- |
| 1.    | Шарль Амлен · Канада           | 2:12.982 | 34   |
| 2.    | Лим Хё Джун · Республика Корея | 2:13.157 | 21   |
| 3.    | Семён Елистратов · Россия      | 2:13.312 | 13   |
| 4.    | Шандор Шаолинь Лю · Венгрия    | 2:13.596 | 8    |
| 5.    | Денис Никиша · Казахстан       | 2:13.657 | 5    |
| 6.    | Самюэль Жирар · Канада         | pen      | 2    |
| 7.    | Жэнь Цзывэй · Китай            | 2:21.961 | 2    |
| 8.    | Со И Ра · Республика Корея     | 2:22.001 | 1    |

3000 метров — суперфинал
| Место | Участник | Время | Очки |
| ----- | -------- | ----- | ---- |
| 1.    |          |       |      |
| 2.    |          |       |      |
| 3.    |          |       |      |
| 4.    |          |       |      |
| 5.    |          |       |      |
| 6.    |          |       |      |
| 7.    |          |       |      |
| 8     |          |       |      |

#### Эстафета
| Место | Участник | Время |
| ----- | -------- | ----- |
| 1.    |          |       |
| 2.    |          |       |
| 3.    |          |       |
| 4.    |          |       |

### Женщины

#### Многоборье
| Место | Участник | Очки |
| ----- | -------- | ---- |
| 1.    |          |      |
| 2.    |          |      |
| 3.    |          |      |
| 4     |          |      |
| 5     |          |      |
| 6     |          |      |
| 7     |          |      |
| 8     |          |      |
| 9     |          |      |
| 10    |          |      |

##### Финалисты на дистанциях
500 метров
| Место | Участник                         | Время    | Очки |
| ----- | -------------------------------- | -------- | ---- |
| 1.    | Чхве Мин Джон · Республика Корея | 42.845   | 34   |
| 2.    | Наталия Малишевская · Польша     | 43.441   | 21   |
| 3.    | Цюй Чуньюй · Китай               | 43.527   | 13   |
| 4.    | Джейми Макдональд · Канада       | 43.679   | 8    |
| 5.    | Ким Бутен · Канада               | 1:23.286 | 5    |
| 6.    | Ли Цзиньюй · Китай               | 44.980   | 3    |
| 7.    | Кэтрин Томсон · Великобритания   | 45.106   | 2    |
| 8.    | Ким А Ран · Республика Корея     | -        | 1    |

1000 метров
| Место | Участник | Время | Очки |
| ----- | -------- | ----- | ---- |
| 1.    |          |       |      |
| 2.    |          |       |      |
| 3.    |          |       |      |
| 4.    |          |       |      |

1500 метров
| Место | Участник                         | Время    | Очки |
| ----- | -------------------------------- | -------- | ---- |
| 1.    | Чхве Мин Джон · Республика Корея | 2:23.351 | 34   |
| 2.    | Сим Сок Хи · Республика Корея    | 2:23.468 | 21   |
| 3.    | Ким Бутен · Канада               | 2:23.592 | 13   |
| 4.    | Ким А Ран · Республика Корея     | 2:23.609 | 8    |
| 5.    | Софья Просвирнова · Россия       | 2:23.682 | 5    |
| 6.    | Тифани Уо-Маршан · Франция       | 2:26.129 | 3    |
| 7.    | Ли Цзинью́й · Китай               | 2:45.021 | 2    |
| 8     | Яра ван Керкхоф · Нидерланды     | 2:45.315 | 1    |

3000 метров — суперфинал
| Место | Участник | Время | Очки |
| ----- | -------- | ----- | ---- |
| 1.    |          |       |      |
| 2.    |          |       |      |
| 3.    |          |       |      |
| 4.    |          |       |      |
| 5.    |          |       |      |
| 6.    |          |       |      |
| 7.    |          |       |      |
| 8.    |          |       |      |

#### Эстафета
| Место | Участник | Время |
| ----- | -------- | ----- |
| 1.    |          |       |
| 2.    |          |       |
| 3.    |          |       |
| 4.    |          |       |